# 1936年美國總統選舉
 1936年美國總統選舉是美國史上民选得票差距最大的總統選舉，由羅斯福壓倒性勝出，此次選舉羅斯福創下自1820年以來的總統選舉中取得最大比例的普選票（直至1964年）和選舉人票。

## 背景
這次選舉於大蕭條踏入第八年時進行。當時的總統富蘭克林·德拉諾·羅斯福仍然在推行其經濟革新政策，而其新政於國內也大受歡迎。儘管有部份政治評論員指出這次的總統大選可能會是一場難分上下的競爭，但最終仍是羅斯福壓倒性地勝出。

## 提名

### 共和黨

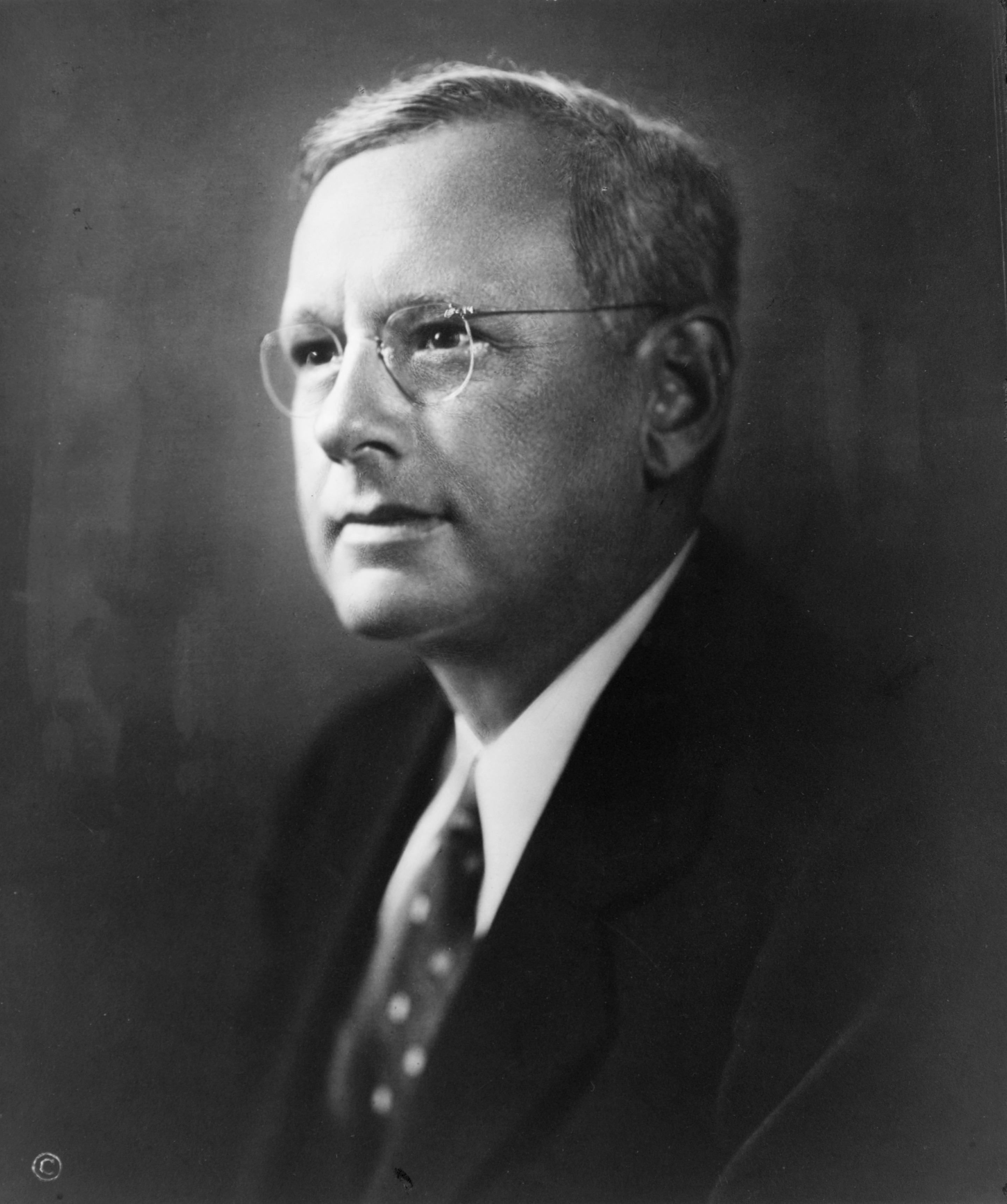
堪薩斯州 州長阿爾夫·蘭登
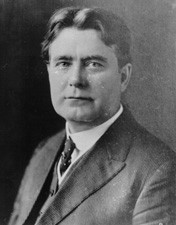
參議員 威廉·博拉
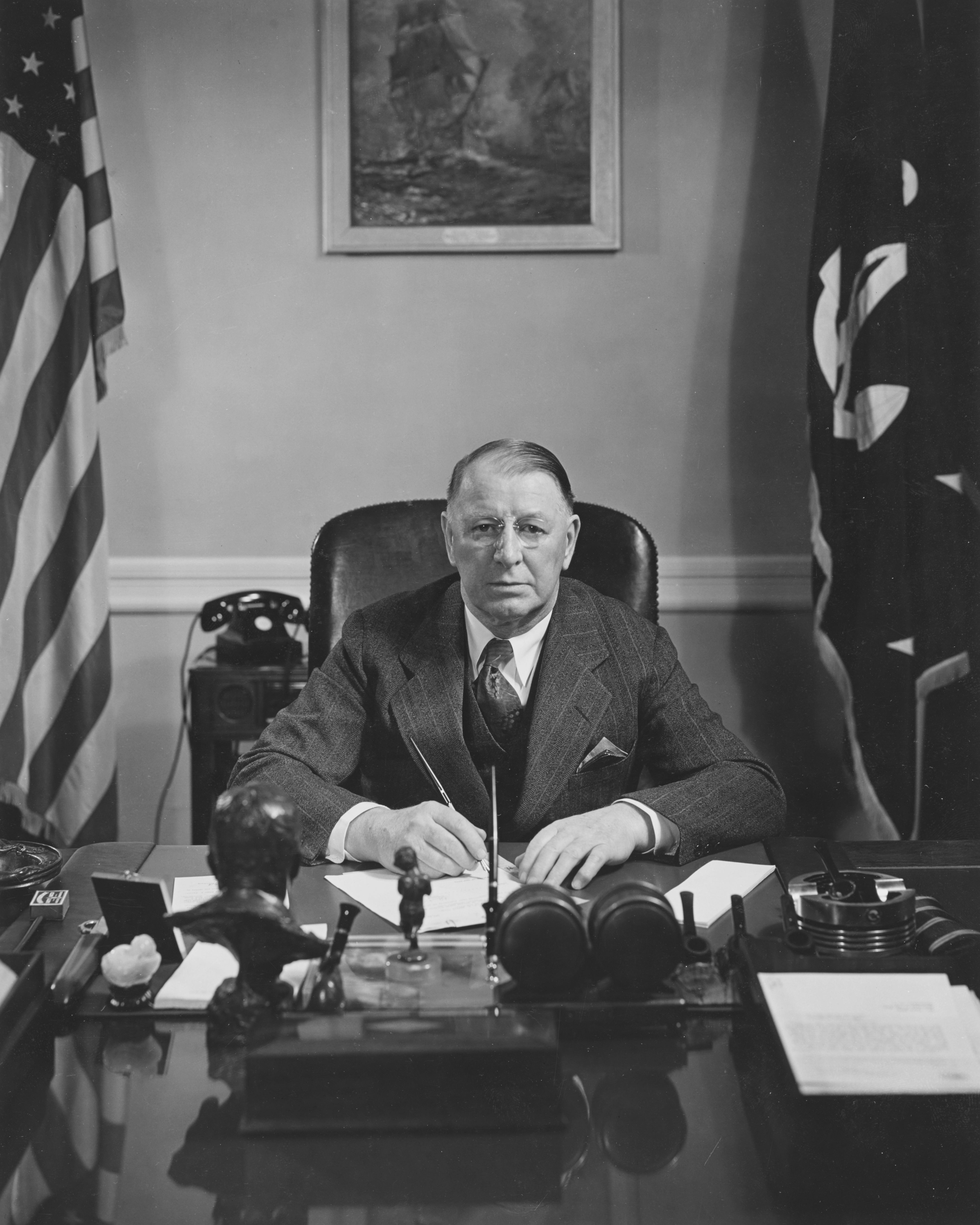
弗蘭克·諾克斯

- 阿爾夫·蘭登 984票
- 威廉·博拉 19票

### 民主黨

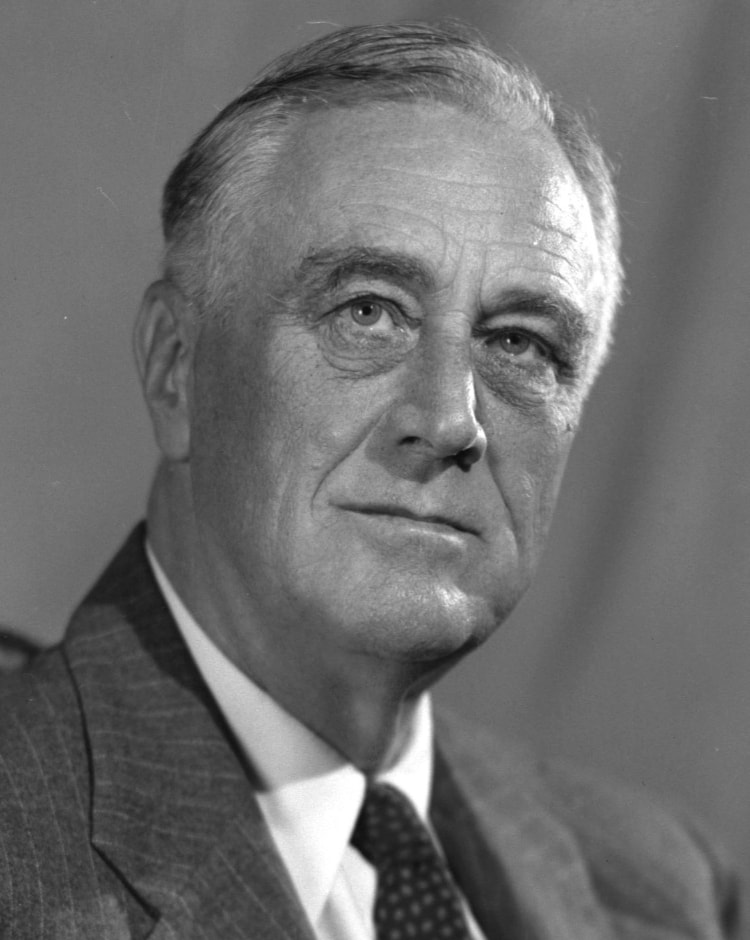
來自紐約的美國總統 富蘭克林·德拉諾·羅斯福
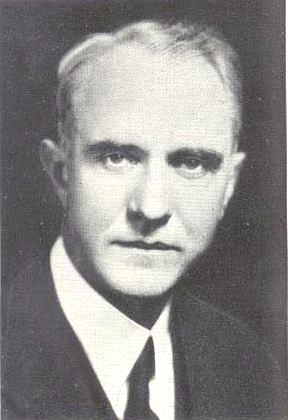
來自紐約的前美國戰爭助理國務卿 亨利·斯基爾曼

## 普選
總統選舉於1936年11月3日進行。

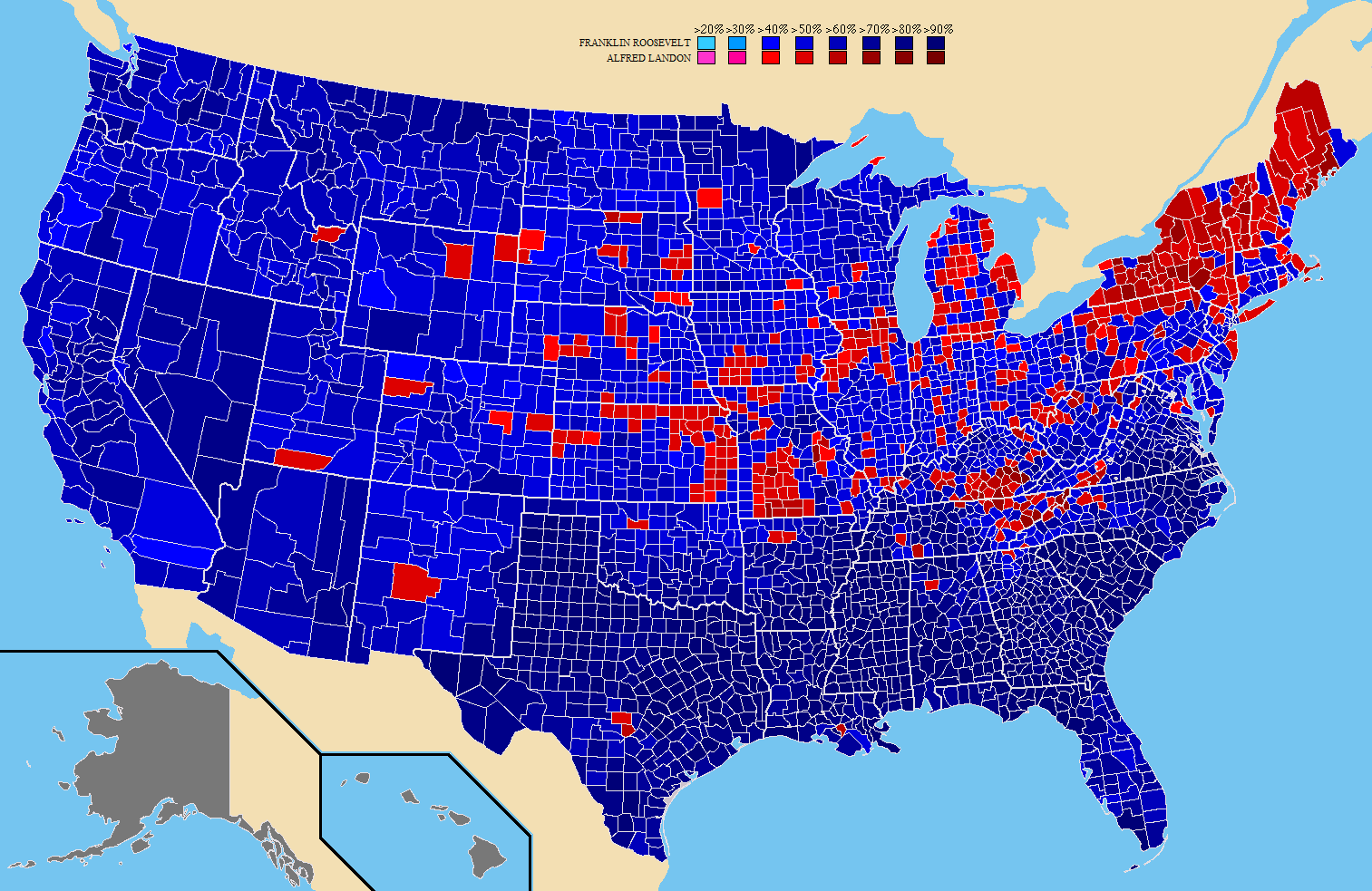
以縣為單位顯示結果
富蘭克林·德拉諾·羅斯福
阿爾夫·蘭登

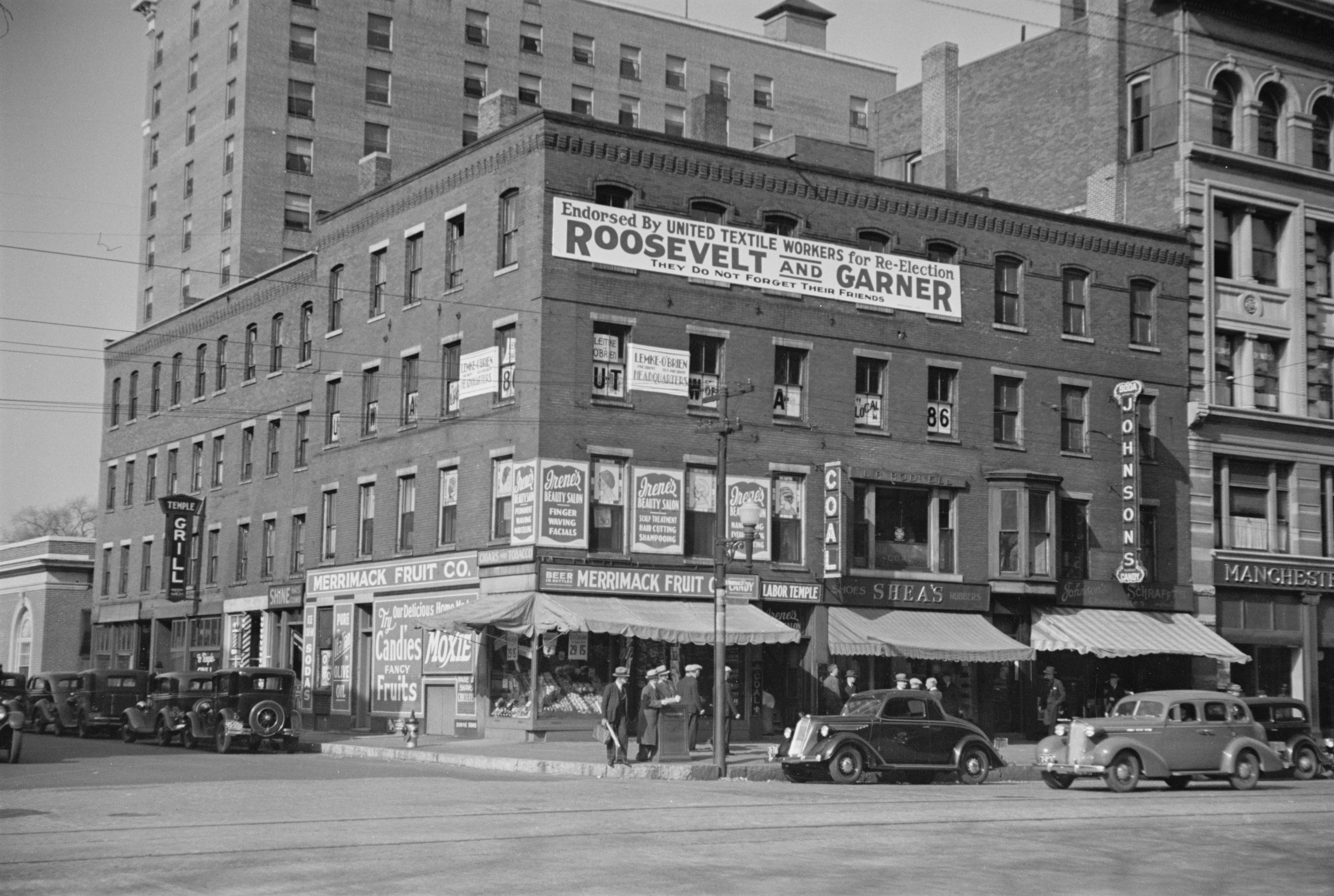
曼徹斯特的選舉廣告

是次選舉值得一提是《文學文摘（The Literary Digest）》於事前進行的民調。《文學文摘》郵寄1,000萬份問卷予其讀者，回收230萬份。《文學文摘》準確預測此前5次總統選舉結果，並於1936年10月31日宣佈，他們預測共和黨候選人阿爾夫·蘭登會在531張選舉人票中獲得370張選票並勝出（實際上他只獲得8張選舉人票）。
這次錯誤歸咎於抽樣不良。《文學文摘》的讀者比美國人口擁有更多共和黨人，故此他們更傾向於投票給阿爾夫·蘭登。不過，一份於1976年於《美國統計學家（The American Statistician）》刊登的文章指出，是次誤差的主因為民調完全依賴自願參與，導致「無反應誤差」。文章解釋，回收的230萬份問卷是受訪者的自願選擇，「是人口中對該議題擁有比較濃厚興趣的一撮人，故此根本算不上隨機樣本…事實很清楚，是一小撮反對羅斯福的人，比起支持羅斯福的人，更強烈認為他們應該參與民調。」一份於1988年刊登、更為詳細的文章指出，無反應誤差及抽樣框不能代表大部份選民二者皆是錯誤的來源，而單單抽樣框不良已經足以導致《文學文摘》無法準確預測選舉結果。是次民調的誤差對《文學文摘》民調的信用度大打折扣，而該雜誌於選舉後幾個月停止發行。
同年，一名創立科學民調的廣告公司高層喬治·蓋洛普根據配額抽取50,000名樣本預測羅斯福會勝出大選，他亦同時預測《文學文摘》會錯誤預測選舉結果。其正確預測令民調成為記者及政治家的重要元素，此後其蓋洛普民意調查成為美國大選的重要參考指標，該機構亦成為最具指標性的選舉民調機構。

## 結果
羅斯福共獲得98.49%的選舉人票，更加是自1820年来獲票率最高的候選人。羅斯福也立下自立國起總統選舉中最多選舉人票數的紀錄，直至1984年美國總統選舉被隆納·雷根超越，但按选举人票比例计算，罗斯福仍是赢得选举人票比例最多的美国总统（除去第十二修正案前的乔治·华盛顿，以及实际上没有任何对手的詹姆斯·门罗）。羅斯福也獲得普選票的60.8%，是自1820年以來最高。
羅斯福在勝出州份的數量中佔壓倒性優勢，在48個州中的46個州勝出。而在得票率方面，羅斯福的得票率為60.8%，自1820年起美國歷史上，僅次於1964年美國總統選舉的林登·詹森的61.1%得票率。他的選舉人票得票率為98.5%，是自1820年起美國歷史上最高的紀錄。本次選舉導致共和黨大敗，直至1952年共和黨都未能重奪總統寶座。

## 另見
- 美國歷史